# Pseuderanthemum stenostachyum
Pseuderanthemum stenostachyum är en akantusväxtart som först beskrevs av Emery Clarence Leonard, och fick sitt nu gällande namn av V.M. Baum. Pseuderanthemum stenostachyum ingår i släktet Pseuderanthemum och familjen akantusväxter. Inga underarter finns listade i Catalogue of Life.